# Gul tre skilling banco

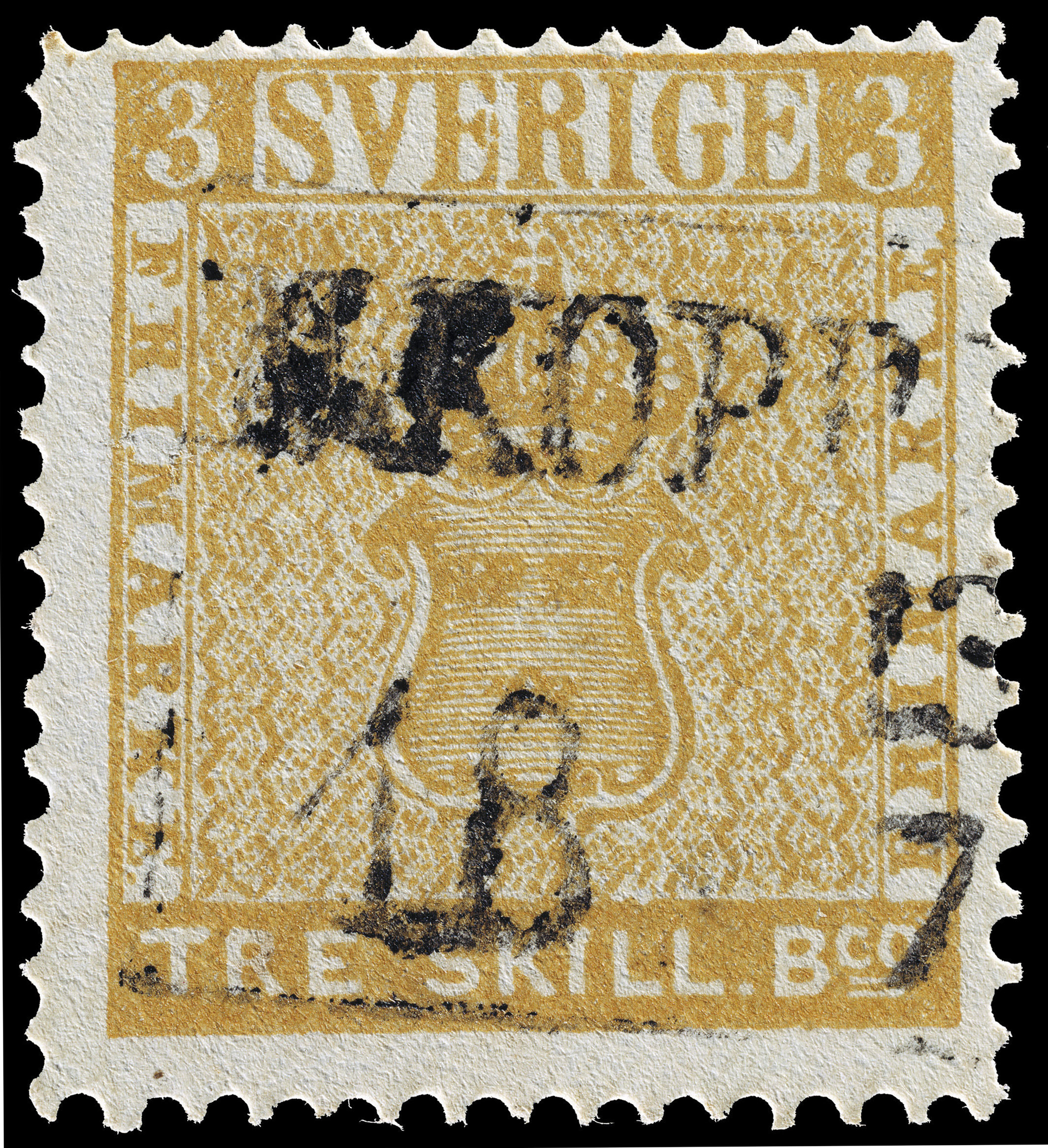
Gul tre skilling banco

Den gula treskillingen (även känt som gul tre skilling banco) är världens näst dyraste och mest berömda frimärke. Det är poststämplat i Nya Kopparberget den 13 juli 1857. Frimärken i valören 3 skilling banco trycktes i grön färg. Den gula treskillingen är egentligen en feltryckt 8 skilling banco, vilka trycktes i gul färg. Det är sannolikt att man vid byte av en matris före en tryckning av misstag förväxlade en 3:a och en 8:a och monterade treskillingmatrisen i en tryckform för 8 skilling. Hittills är endast ett exemplar känt av detta feltryck. 
Varje gång som frimärket har sålts sedan 1984 har det sålts till det högsta pris som någonsin betalats för ett frimärke.  Sedan dess har den sålts för högre summor men summorna har varit hemliga. 
Frimärket köptes i maj 2013 av den svenske finansmannen, greve Gustaf Douglas.
Filatelister har tidigare tvistat om det verkligen är ett äkta feltryck, eller om det är en förfalskning. Numera är dess äkthet oomtvistad.[källa behövs] För dess äkthet talar färgen och papperet, som båda är exakt samma som hos en 8 skilling banco, samt upptäckaren Georg Wilhelm Backmans under ed (i Rådhusrätten i Borås 1931) avgivna berättelse om upptäckten.

## Historia

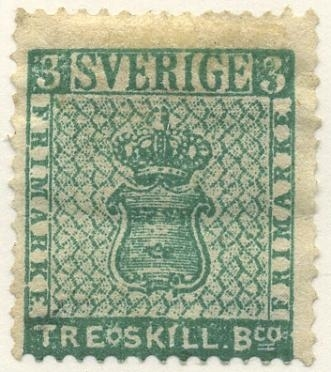
En grön tre skilling banco

Det gula tre skilling banco-frimärket upptäcktes julen 1885 på Väster Munga gård i Västmanland av den fjortonårige Georg Wilhelm Backman från Stockholm, och år 1887 sålde han det i Stockholm till frimärkshandlaren Heinrich Lichtenstein för sju kronor. Backman hävdade först att detta skett direkt efter återkomsten till Stockholm efter ferierna, men Lichtenstein hade vid denna tid ingen frimärkshandel. Skolkamraten Hjalmar Zacco som var med vid tillfället intygade dock att detta hade skett, men först år 1887.
Frimärket såldes sedan vidare till diverse frimärkssamlare. Den tyske samlaren Sigmund Friedl sålde 1894 frimärket till världens mest kände frimärkssamlare, greve Philipp la Rénotière von Ferrary, för 4 000 gulden. 
År 1917 dog Ferrary. Han hade testamenterat frimärkssamlingen till ett museum i Berlin, men den konfiskerades emellertid av den franska regeringen. Denna beordrade att samlingen skulle säljas för att dra in pengar för att betala av på det tyska krigsskadeståndet från första världskriget. På denna auktion köptes frimärket av den svenske friherren Erik Leijonhufvud för 35 250 franska franc. Leijonhufvud sålde sedan frimärket till Claes A. Tamm för 1 500 brittiska pund, vilken 1928 sålde det vidare till advokat Johan Ramberg från Göteborg för 2 000 brittiska pund. Ramberg var osäker på frimärkets äkthet och arrangerade därför ett vittnesförhör i Borås år 1931 med upphittaren Georg Wilhelm Backman som då var i 60-årsåldern.
År 1937 såldes frimärket på en auktion i London till den rumänske kungen och frimärkssamlaren Carol II för 5 000 brittiska pund. Carol II var då på landsflykt och uppges ha köpt frimärket i syfte att ha det som en portabel förmögenhet. René Berlingin från Tyskland köpte 1950 frimärket privat för en okänd summa. Denne behöll frimärket fram till 1984, då det såldes på en auktion i Schweiz för 977 500 schweiziska franc, vilket var det högsta pris som någonsin betalats för ett frimärke. År 1990 och 1996 såldes frimärket återigen i Schweiz, den första gången för motsvarande över en miljon dollar och den andra gången för 2 500 000 schweiziska franc. 1998 såldes frimärket privat i Köpenhamn för 15 miljoner svenska kronor.
Den 22 maj 2010 såldes frimärket via auktionshuset David Feldman i Genève. Köpare och köpeskillingen var hemliga. I maj 2011 skrev tidningen Stamp News Australasia att auktionshuset offentliggjort, att den nye köparen var Armand / Marc Rousso, och att köpeskillingen hade legat "i närheten av" det tidigare rekordet.[källa behövs] Sedan den 16 maj 2013 är detta frimärke åter i svensk ägo, förvärvat av filatelisten och finansmannen Gustaf Douglas.
Färgfeltrycket har senast visats på Royal Philatelic Society i London den 31 oktober 2013 och vid Monacophil 2013 den 5–7 december 2013.

## Frimärket i populärkultur
Frimärket spelar en betydande roll i filmen Charade (1963) och i Tomas Arvidssons bok Den poetiska hunden (2009). I Jan Mårtensons deckare Tre skilling banco från 1971 upptäcks ett ytterligare exemplar av frimärket. Frimärket omnämns också i TV-serien White Collar i S6E2.